# Saint-Seine
Saint-Seine är en kommun i departementet Nièvre i regionen Bourgogne-Franche-Comté i de centrala delarna av Frankrike. Kommunen ligger i kantonen Fours som tillhör arrondissementet Château-Chinon (Ville). År 2022 hade Saint-Seine 186 invånare.

## Befolkningsutveckling
Antalet invånare i kommunen Saint-Seine
| Referens: INSEE |